# Ignazio Danti

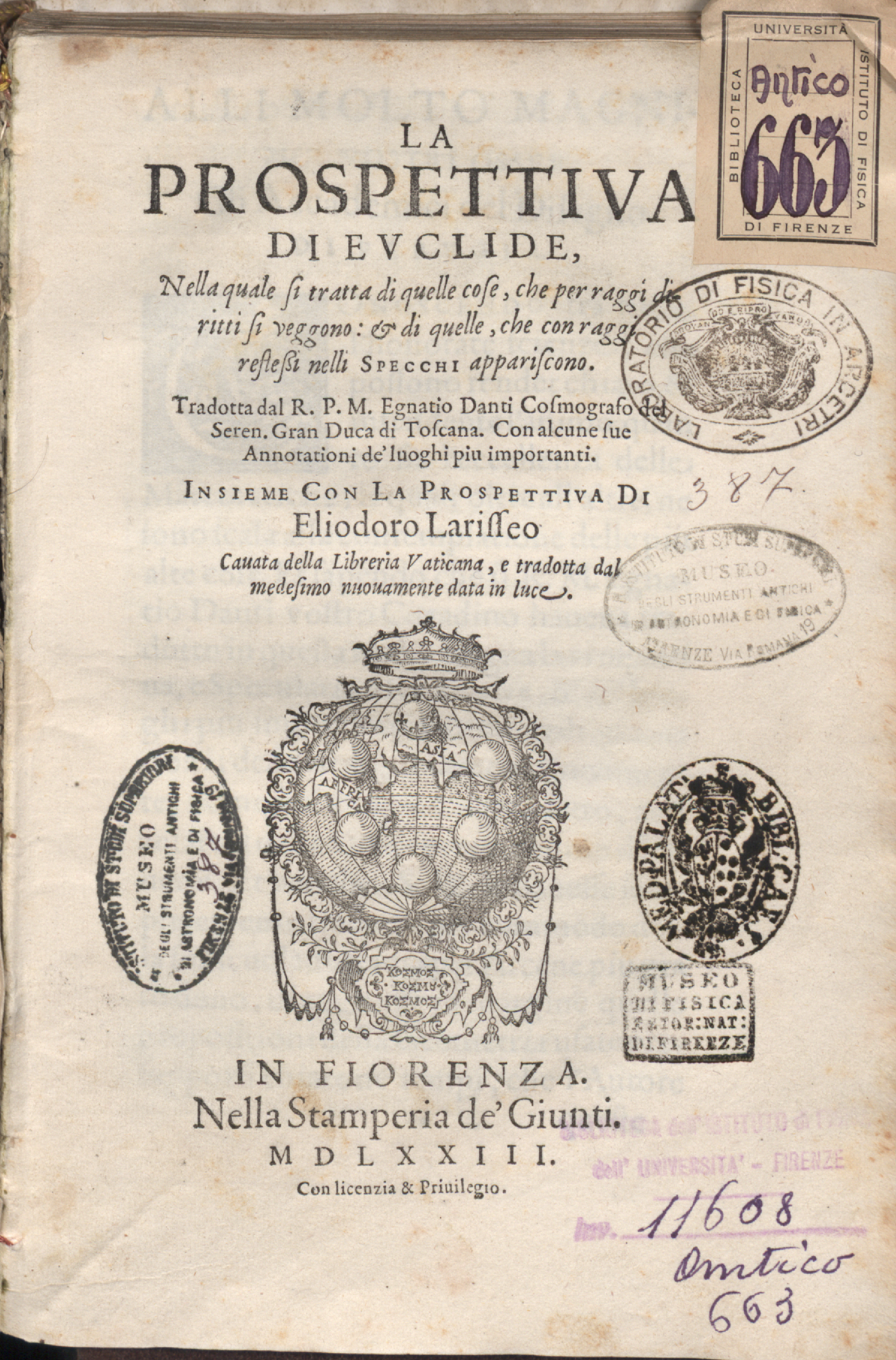
Euclides, Optica, tradotta dal R.P.M. Egnatio Danti

Ignazio (Egnatio vagy Egnazio) Danti (született Pellegrino Rainaldi Danti) (Perugia, 1536. április – Alatri, 1586. október 19.) olasz Domonkos-rendi pap, matematikus, csillagász és kozmográfus.

## Élete
Danti Perugiában született egy művészekben és tudósokban népes családban. Apjától és nagynénjétől a festészet és az építészet alapismereteit tanulta meg, de már gyermekkorától a matematika és a természettudomány felé érzett vonzalmakat. 1555. március 7-én belépett a Domonkos-rendbe. Miután befejezte a filozófiai és teológiai tanulmányait, buzgón a matematikának, a csillagászatnak és a földrajznak szentelte magát. 1567 körül I. Cosimo de’ Medici Firenzébe hivatta, hogy segítségére legyen, hogy az újonnan szerzett uradalmában feltámassza a matematikai és csillagászati tudományokat. Ugyanebben az időben V. Pius pápa, aki szintén dominikánus volt, megbízta egy Bosco Marengo-i domonkos templom és kolostor megtervezésével. Firenzei tartózkodása alatt nagy sikerrel tanította a matematikát, ami Galileinek és kortársainak készítette elő az utat. A Sta Maria Novella kolostorban lakott, amelynek templomának homlokzatára egy napórát tervezett 1572-ben. Egy csatornát is tervezett Firenze és a Földközi-tenger, illetve az Adria közé. A Palazzo Vecchio térképsorozatának befejezését Stefano Bonsignorira bízták. Később a Bolognai Egyetem matematika professzora lett.
XIII. Gergely pápa Rómába hívta, és pápai matematikusának nevezte ki, valamint a naptárreform előkészítésével foglalkozó bizottság tagjává tette. Danti ekkor adta ki Euklidész műveinek magyarázatokkal ellátott fordítását, és megírta Giacomo Barozzi da Vignola építész életrajzát. Munkásságának elismeréseként Gergely pápa 1583-ban a Campagna-i Alatri egyházmegye püspökévé nevezte ki, ahol új püspöki és lelkipásztori hivatalát nagyon komolyan vette. Egyházmegyei zsinatot hívott össze, ahol számos visszaélést szüntetett meg, és emellett a szegények nagy pártfogója is volt.
Nem sokkal halála előtt V. Szixtusz pápa Rómába hívta, hogy segítsen egy nagy obeliszk felállításában a Vatikánban.
Életében számtalan térképet festett meg, többek között egész Itáliának, de a világ más vidékeinek a térképét is. 
További fontosabb művei:
- Trattato del'uso e della fabbrica dell'astrolabo con la giunta del planifero del Raja
- Le Scienze matematiche ridotte in tavole
- La Sfera di Messer G. Sacrobosco tradotta da Pier Vincenzio Danti (revideált és jegyzetekkel ellátott kiadása)